# Saint-Fraimbault
Saint-Fraimbault é uma comuna francesa na região administrativa da Normandia, no departamento Orne. Estende-se por uma área de 28,29 km². Em 2010 a comuna tinha 559 habitantes (densidade: 19,8 hab./km²).